# Luiz Diallisson de Souza Alves
Luiz Diallisson de Souza Alves (født 13. december 1986) er en brasiliansk fodboldspiller.